# Clubiona alpicola
Clubiona alpicola este o specie de păianjeni din genul Clubiona, familia Clubionidae, descrisă de Kulczynski în anul 1882. Conține o singură subspecie: C. a. affinis.